# 泰丹
泰丹（法語：Théding，法語發音：[tedɛ̃]；洛林法兰克语：Thädinge）是法国摩泽尔省的一个市镇，属于福尔巴克-布莱摩泽尔区。

## 地理
泰丹（49°7'42"N, 6°53'35"E）面积8.13 平方千米，位于法国大東部大區摩泽尔省，该省份为法国东北部内陆省份，是洛林的一部分，西南接默尔特-摩泽尔省，东临下莱茵省，北与卢森堡和德国接壤。
与泰丹接壤的市镇（或旧市镇、城区）包括：科什伦、迪布兰、法雷贝斯维莱尔、法尔什维莱尔、福尔克兰、唐特兰。
泰丹的时区为UTC+01:00、UTC+02:00（夏令时）。

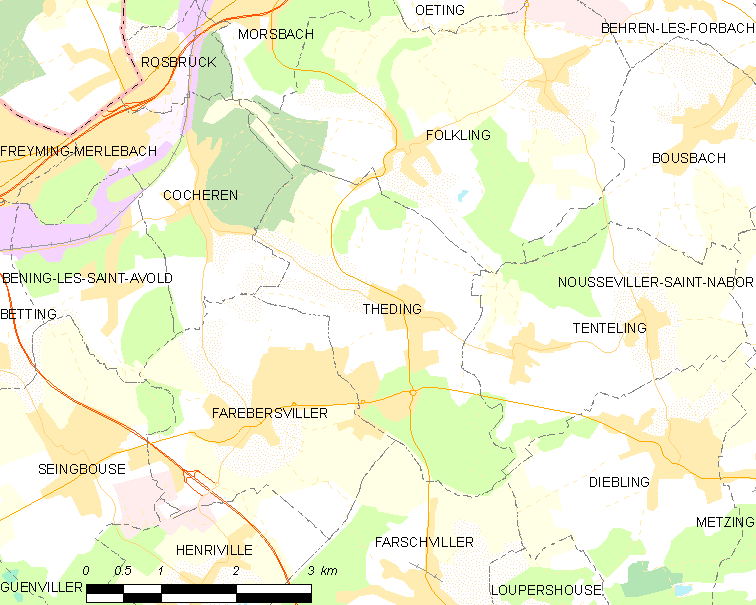
泰丹的OSM定位图

## 行政
泰丹的邮政编码为57450，INSEE市镇编码为57669。

## 政治
泰丹所属的省级选区为斯蒂兰旺代勒县。

## 人口

1962-2008年间泰丹人口变化图示

泰丹于2022年1月1日时的人口数量为2424人。